# والینگفورد (پنسیلوانیا)
والینگفورد (به انگلیسی: Wallingford) یک منطقهٔ مسکونی در ایالات متحده آمریکا است که در پنسیلوانیا واقع شده‌است. والینگفورد ۳۹٫۹۳ متر بالاتر از سطح دریا واقع شده‌است.